# アヴィミムス
アヴィミムス (学名 : Avimimus「鳥もどき」の意味（ラテン語で「鳥」を意味するavisと「まねもの」を意味するmimusから）)は白亜紀後期（約7000万年前）に現在のモンゴルに生息していた鳥に似たマニラプトル類の獣脚類恐竜の属の一つである。

## 特徴

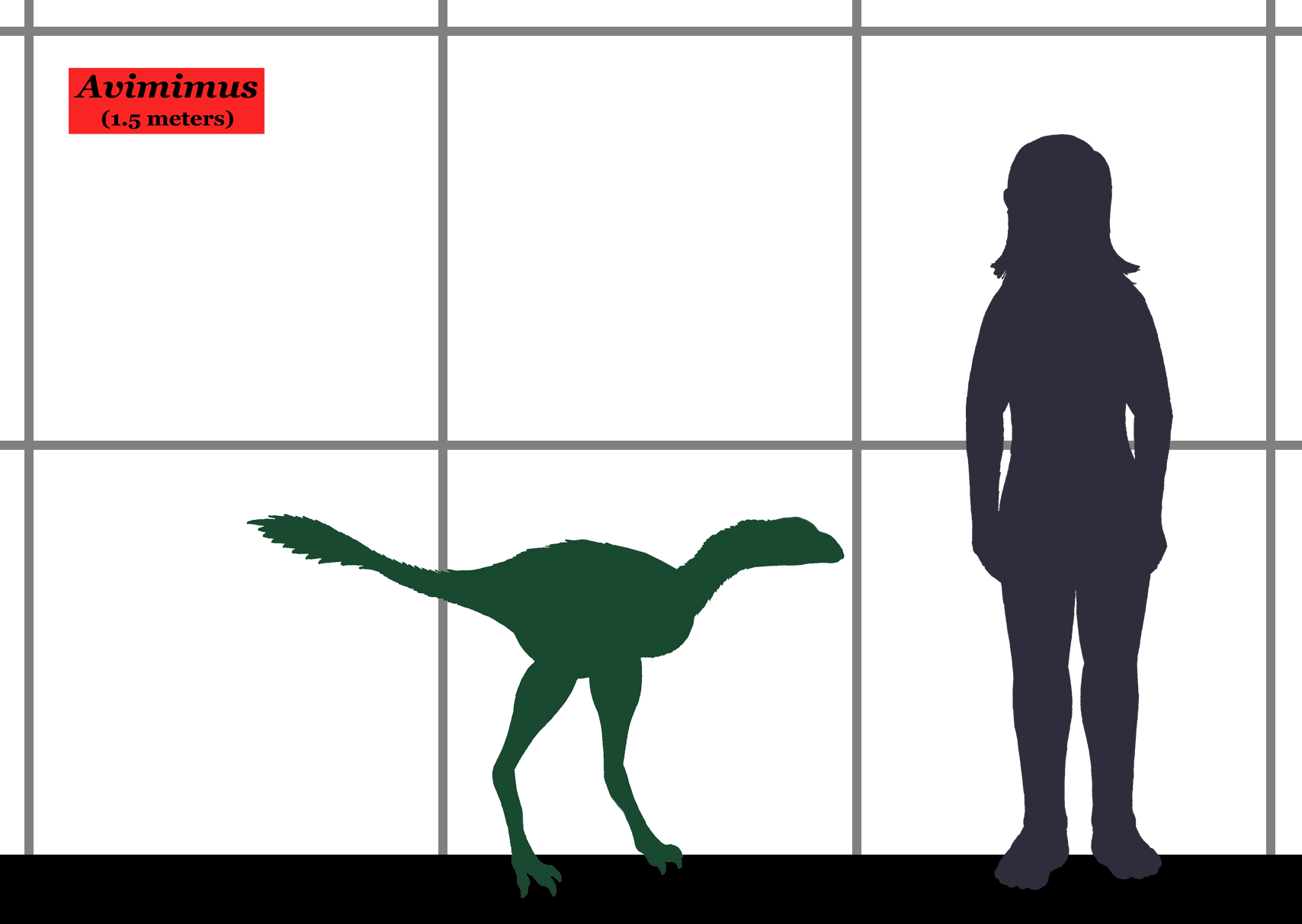
ヒトとの大きさ比較

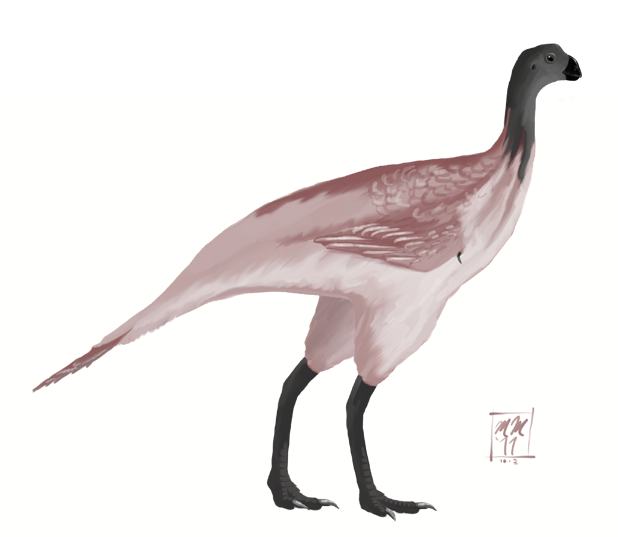
復元図

アヴィミムスは体長1.5 mほどの小型の恐竜である。脳や目は大きいが、頭骨は体のわりに小さい。脳の周りの脳を保護する骨が大きく、脳が体のわりに大きいという仮説と矛盾しない 。
顎には歯がなく、オウムのようなくちばしであったと考えられていたが、ホロタイプの再評価の結果、前上顎骨には歯のような突起があったものの歯は保存されておらず、くちばしであったことが確証された。しかし、後に発見された標本では小さな前上顎骨歯の存在が報告されている。 小さな歯があった、もしくは欠損していたことから草食もしくは雑食であった可能性が示唆されている。しかし、記載者セルゲイ・クルザーノフ自身は食虫動物だったと考えている 。
大後頭孔（脳と脊髄が接続するための穴）が体に対して大きい。しかし、後頭顆は小さく、頭骨は比較的軽量であったことが示唆される。頸椎が他のオヴィラプトロサウルス類よりも細長く、首そのもの細長かった。他のオヴィラプトル科やカエナグナトゥス科の属と異なり、胴椎に気嚢がなくより原始的であったことが示唆される。
前肢は比較的短い。手の骨は現生の鳥類のように癒合していて、クルザーノフによれば尺骨に羽毛の隆起が付着点と思われる隆起が存在する。またクルザーノフは1987年にこれが飛羽瘤（quill knob）であると報告している。Luis M. Chiappeは尺骨上のこぶは確認した一方、 機能については明らかでないとしている。クルザーノフは羽毛の付着点の存在からアヴィミムスに若干の飛行の力があったと確信している。羽毛の存在については広く受け入れられているが、ほとんどの研究者は飛行能力はなかったと考えている。
腸骨がほぼ水平に配向しており、結果として臀部が非常に広い。尾についてはほとんど知られていないが臀部の構造化からは長かったことが示唆される。脚部が非常に長く、細いため、高度に走ることへ特化していたことが示唆される。脚部の骨の比率と体重を考慮すると速く走れたと考えられる。脛が腿と比較して長く、一般的な走行性の動物の特徴をしていた。三つの趾には細くとがった鉤爪があった。

## 発見と種
アヴィミムスの化石はロシアの古生物学者により発見され、1981年にセルゲイ・クルザーノフ博士によって正式に記載された。化石は当初、クルザーノフによりジャドフタ層で発見されたと記載されたが、2006年に渡部真人らはクルザーノフは化石の由来を誤った可能性があり、より新しい時代のネメグト層のものである可能性が高いとしている。タイプ種はA. portentosusである。最初の標本には尾が見つからなかったため、クルザーノフはアヴィミムスには尾がなかったと結論した。しかし、後続の標本では尾椎が発見されており、尾があったことが確証されている。ほぼ完全な第二の標本は1996年に発見され、2000年に渡部らにより記載された。加えて渡部らはおなじ領域で多数のアヴィミムスのものとみられる小型獣脚類の足跡を同定している。
アヴィミムスのものとされる孤立した様々な化石が発見されているが、A. portentosusとは異なっており1種以上の別の種がする可能性があり、これらは現在Avimimus sp.と呼称されている。
2008年にフィリップ・カリー率いるカナダ、アメリカ、モンゴルの古生物学者チームはAvimimus sp.の化石の広大なボーンベッドを発見したと報告した。このボーンベッドはゴビ砂漠のバルンゴヨト層の10.5 m上にあるネメグト層にあった。チームは少なくとも10個体のアヴィミムスの化石があったと報告したが、この場所にはもっと存在している可能性がある。全ての個体が成体もしくは亜成体のものであったが、成体では大きさに差があまりなく、有限成長であったことが示唆される。成体では足根中足骨と脛足根骨の癒合度合いが高く、 筋肉の痕が目立った。複数の個体が一緒に発見されたことから群れで生活していたことが示唆される。

## 分類
アヴィミムスは最初、当時は他の恐竜では知られていなかった鳥類に似た独特の特徴を持っていたため、鳥類に非常に近縁であることが示唆された。実際に、クルザーノフは著名な初期の鳥類である始祖鳥よりも近縁な現生鳥類の祖先であり、始祖鳥は以前考えられていたほど鳥類に近縁ではないと主張した。しかし、この意見は後の恐竜と鳥類の系統解析からは支持されていない。ほとんどの現在の研究者は始祖鳥よりも原始的な段階で分岐した鳥類に似た恐竜のグループであるオヴィラプトロサウルス類に分類している。
1981年にクルザーノフはアヴィミムスを独自の科アヴィミムス科（Avimimidae）に分類した。1991年にサンカール・チャタジーはアヴィミムスを含むアヴィミムス形目（Avimimiformes）を創設した。これらのグループ名はいずれも単型として扱われる。最近の研究ではオヴィラプトル科（Oviraptoridae）に分類され、特にその中のエルミサウルス亜科（Elmisaurinae）に配置される。

## 参照
1. 1 2 3 4 5 6 7 8 9 10 11 12 13 14 15 16  "Avimimus." In: Dodson, Peter & Britt, Brooks & Carpenter, Kenneth & Forster, Catherine A. & Gillette, David D. & Norell, Mark A. & Olshevsky, George & Parrish, J. Michael & Weishampel, David B. The Age of Dinosaurs. Publications International, LTD. p. 130. ISBN 0-7853-0443-6.
2. 1 2  Chiappe, L.M. and Witmer, L.M. (2002). Mesozoic Birds: Above the Heads of Dinosaurs. Berkeley: University of California Press, 536 pp. ISBN 0-520-20094-2
3. 1 2  Watabe, Weishampel, Barsbold, Tsogtbaatar and Suzuke, 2000. "New nearly complete skeleton of the bird-like theropod, Avimimus, from the Upper Cretaceous of the Gobi Desert, Mongolia." Journal of Vertebrate Paleontology, 20(3): 77A.
4. 1 2  Kurzanov, S.M. (1981). "An unusual theropod from the Upper Cretaceous of Mongolia Iskopayemyye pozvonochnyye Mongolii (Fossil Vertebrates of Mongolia)." Trudy Sovmestnay Sovetsko-Mongolskay Paleontologiyeskay Ekspeditsiy (Joint Soviet-Mongolian Paleontological Expedition), 15: 39-49. Nauka Moscow, 1981
5. 1 2  Kurzanov, S.M. (1987). "Avimimidae and the problem of the origin of birds." Transactions of the Joint Soviet-Mongolian Paleontological Expedition, 31: 5-92. [in Russian]
6. ↑  Watabe, Suzuki and Tsogtbaatar, 2006. Geological and geographical distribution of bird-like theropod, Avimimus in Mongolia. Journal of Vertebrate Paleontology. 26(3), 136A-137A.
7. ↑  Ryan, Currie, P. and Russell, D. (2001). "New material of Avimimus portentosus (Theropoda) from the Iren Debasu Formation (Upper Cretaceous) of the Erenhot Region of Inner Mongolia." Journal of Vertebrate Paleontology, 21(3): 95A.
8. ↑  Currie, P., Longrich, N., Ryan, M., Eberth, D., and Demchig, B. (2008). "A bonebed of Avimimus sp. (Dinosauria: Theropoda) from the Late Cretaceous Nemegt Formation, Gobi Desert: Insights into social behavior and development in a maniraptoran theropod." Journal of Vertebrate Paleontology, 28(3): 67A.
9. ↑  Dyke and Thorley (1998). "Reduced cladistic consensus methods and the avian affinities of Protoavis and Avimimus." Archaeopteryx, 16: 123-129.
10. ↑  Turner, Alan H.; Pol, Diego; Clarke, Julia A.; Erickson, Gregory M.; and Norell, Mark (2007). “A basal dromaeosaurid and size evolution preceding avian flight” (pdf). Science 317 (5843):  1378–1381. doi:10.1126/science.1144066. PMID 17823350.
11. ↑  Holtz, Thomas R. Jr. (2010) Dinosaurs: The Most Complete, Up-to-Date Encyclopedia for Dinosaur Lovers of All Ages, Winter 2010 Appendix.